# نقل البويضة الملقحة إلى قناة فالوب
نقل البويضة الملقحة إلى قناة فالوب (بالإنجليزية: Zygote intrafallopian transfer)‏ واختصارها:(ZIFT) يُعد إحدى وسائل علاج العقم؛ حيث يُستخدم عند حدوث انسداد في قناتي فالوب، والذي بدوره يمنع الارتباط الطبيعي للحيوان المنوي بالبويضة؛ ولذلك تُزال خلايا البيض من مبيض الأنثى، ويتم إخصابها بالحيوان المنوى خارجيًا. البويضة الملقحة الناتجة تُوضَع بداخل قناة فالوب وذلك باستخدام المناظير.

## الإجراء
المتوسط الذي تستغرقه دورة نقل البويضة المخصبة إلى قناة فالوب لتكتمل هو من خمسة إلى ستة أسابيع؛ أولا: الأنثى عليها أن تتناول عقار للخصوبة يسمى كلوميفين؛ ليحفز إنتاج البويضات في مبيضها، ومن ثَمً يراقب الطبيب نمو بصيلات المبيض وحالما تصبح ناضجة فإن الأنثى تُحقَن بحقنة تحوي مفرزات غدد تناسلية بشرية؛ وبذلك فيمكن لاحقًا حصاد البيض بعد ما يقرب من 36 ساعة، وبعد التخصيب المعملي؛ فإن البويضة الملقحة تُنقَل إلى قناة فالوب في الأنثى باستخدام المناظير. يُعد هذا الإجراء انشقاق عن نقل الجاميتات عبر قناة فالوب.

### دلالات
عملية نقل البويضة المخصبة إلى قناة فالوب يتم استخدامها في حالات العقم التي تكون فيها إحدى قناتي فالوب على الأقل طبيعية، وأيضًا في حالة فشل طرق العلاج الأخرى، ومع ذلك فإن الحاجة إلى ذلك الإجراء تكون قليلة بسبب الحاجة إلى التدخل الجراحي، بالإضافة إلى أن نتائج التخصيب الخارجي للبويضة مساوية أو بالكاد أفضل من عام 2004؛ ولذلك فإن عدد عمليات نقل البويضة المخصبة إلى قناة فالوب التي تُجرى قد تم تقليلها